# برنامج التسلح النووي الألماني
بدأ البرنامج النووي الألماني النازي المعروف بـ نادي اليورانيوم (بالألمانية: Uranverein)، في أبريل 1939، بعد شهور قليلة من اكتشاف عملية الانشطار النووي في يناير 1939، وتحت رعاية مكتب ذخائر الجيش الألماني أثناء الحرب العالمية الثانية. توسع البرنامج ليضم مفاعلًا نوويًا وإنتاج اليورانيوم والماء الثقيل وفصل نظائر اليورانيوم. خلُص البرنامج إلى أن الانشطار النووي لن يسهم إسهامًا كبيرًا في إنهاء الحرب. في يناير 1942، انتقلت تبعية البرنامج من مكتب ذخائر الجيش الألماني إلى مجلس أبحاث الرايخ، لكنه استمرت في تمويل البرنامج. في ذاك الوقت، كان البرنامج قد انقسم إلى تسعة إدارات كبرى حيث هيمنت على البحث وحددت أهداف خاصة بها، تزامن ذلك مع تناقص أعداد العلماء الذين يعملون على الانشطار النووي لمشاركة بعضهم في بعض الأنشطة العسكرية الأخرى.
كان أكثر الأشخاص نفوذًا في البرنامج، كورت ديبنر وأبراهام إيسو وفالتر غرلاخ وإريك شومان؛ هذا الأخير كان أحد أقوى علماء الفيزياء تأثيرًا في ألمانيا. ساهم ديبنر طوال فترة البرنامج النووي في أبحاث الانشطار النووي أكثر مما فعل فالتر بوته وكلاوس كلاوسيوس وأوتو هان وبول هارتك وفيرنر هايزنبيرغ. عُين أبراهام إيسو مفوضًا من قبل هيرمان غورينغ لأبحاث الفيزياء النووية في ديسمبر 1942؛ وخلفه فالتر غرلاخ في ديسمبر 1943.
سيّس النظام النازي الألماني الأنشطة الأكاديمية، مما دفع العديد من علماء الفيزياء والرياضيات للفرار من ألمانيا منذ عام 1933. ثم تم إقصاء العلماء اليهود الذين لم يغادروا من المؤسسات الألمانية، مما أضعف الأنشطة الأكاديمية. كما ساهم تسييس الجامعات حيث تم تجنيد العديد من العلماء والفنيين، على الرغم من امتلاك لمهارات مفيدة، في القضاء على جيل من علماء الفيزياء. ومع نهاية الحرب، تنافست دول الحلفاء على الحصول على المكونات الباقية للصناعة النووية سواءً الأفراد أو المرافق أو الخامات، كما فعلوا مع البرنامج في-2.

## اكتشاف الانشطار النووي
أرسل الكيميائي الألماني أوتو هان ومساعده فريتز شتراسمان في ديسمبر 1938، مسودة إلى دورية العلوم الألمانية علوم الطبيعية (Naturwissenschaften»») تفيد بأنهم اكتشفوا عنصر الباريوم وحددوه بعد رجم اليورانيوم بالنيوترونات. نُشر مقالهم في 6 يناير 1939. في 19 ديسمبر 1938، أي قبل ثمانية عشر يومًا من النشر، أبلغ أوتو هان بهذه النتائج واستنتاجه بشأن انفجار نواة اليورانيوم في رسالة إلى زميلته وصديقته ليز مايتنر، التي فرت من ألمانيا في يوليو إلى هولندا ثم إلى السويد. أكدت مايتنر وابن أخيها أوتو روبرت فريش استنتاج هان بشأن الانفجار وفسرا النتائج بشكل صحيح بأنها «انشطار نووي» وهو مصطلح صاغه فريتش. أكد فريتش هذا بشكل تجريبي في 13 يناير 1939.

## نادي اليورانيوم الأول
أبلغ جورج جوس، إلى جانب هانلي في 22 أبريل 1939، بعد سماع ورقة ندوة بحثية لفيلهلم هانلي اقترح فيها استخدام انشطار اليورانيوم في آلة اليورانيوم (أي المفاعل النووي)، فيلهلم دامز في وزارة الرايخ للعلوم والتربية والثقافة ( آر إي إم) بالتطبيقات العسكرية المحتملة للطاقة النووية. ضمت المجموعة الفيزيائيين فالتر بوته، وروبرت دوبل، وهانز غايغر، وولفغانغ غينتنر (الذي ربما أرسله فالتر بوته)، وفيلهلم هانلي، وجيرهارد هوفمان وجورج جوس، وكان بيتر ديباي مدعوًا، لكنه لم يحضر. بعد ذلك، بدأ جوس وهانلي وزميلهما راينهولد مانكوف العمل غير الرسمي في جامعة جورج أوغست في غوتنغن، كانت مجموعة الفيزيائيين معروفة بشكل غير رسمي باسم نادي اليورانيوم الأول ورسميًا باسم مجموعة عمل الفيزياء النووية. أوقف عمل المجموعة في أغسطس 1939، عندما استدعي الثلاثة للتدريب العسكري.

## مبادرات عام 1939 الأخرى
كان باول هارتيك مديرًا لقسم الكيمياء الفيزيائية بجامعة هامبورغ ومستشارًا لمكتب ذخائر الجيش (إتش دبليو إيه). في 24 أبريل 1939، اتصل هارتيك، إلى جانب المدرس المساعد له فيلهلم غروث، بوزارة دفاع الرايخ (آر كيه إم) لتنبيههم إلى إمكانات التطبيقات العسكرية للتفاعلات النووية المتسلسلة. أدت هذه المبادرة، في وقت لاحق من العام، إلى نادي اليورانيوم الثاني. قبل يومين، كان جوس وهانلي قد اتصلا بوزارة الرايخ للعلوم والتربية والثقافة، الذي أدى إلى نادي اليورانيوم الأول.
امتلكت الشركة الصناعية أورغزيلشافت كمية كبيرة من اليورانيوم «المستنفد» الذي استُخرج منه الراديوم. بعد قراءة سيغفريد فلوج ورقة يونيو 1939 البحثية، حول الاستخدام التقني للطاقة النووية من اليورانيوم، أدرك نيكولاس ريل، رئيس المركز العلمي في أورغزيلشافت، أن هناك فرصة عمل للشركة، توجه في يوليو إلى مكتب ذخائر الجيش لمناقشة إنتاج اليورانيوم. اهتم مكتب ذخائر الجيش بذلك وخصص ريل موارد الشركة لهذه المهمة. أصدر مكتب ذخائر الجيش أخيرًا أمرًا بإنتاج أكسيد اليورانيوم، وأُجري في محطة أورغزيلشافت في أورانينبورغ، شمال برلين.

## نادي اليورانيوم الثاني
بدأ نادي اليورانيوم الثاني بعد استبعاد مكتب ذخائر الجيش لمجلس أبحاث الرايخ ( آر إف آر) التابع  لوزارة تعليم الرايخ، وبدأ مشروع الأسلحة النووية الرسمي الألماني تحت رعاية عسكرية. تشكل نادي اليورانيوم الثاني هذا في 1 سبتمبر عام 1939، وهو اليوم الذي بدأت فيه الحرب العالمية الثانية، وعُقد أول اجتماع له في 16 سبتمبر 1939. نظم كرت ديبنر، مستشار مكتب ذخائر الجيش هذا الاجتماع، الذي عقد في برلين. وكان من بين المدعوين فالتر بوته، وسيغفريد فلوج، وهانز غايغر، وأوتو هان، وباول هارتيك، وجيرهارد هوفمان، وجوزيف ماتاوش وجورج ستتر. وعُقد اجتماع ثانٍ بعد ذلك بوقت قصير شمل كلاوس كلوسيوس، وروبرت دوبل، وفيرنر هايزنبيرغ، وكارل فريدريش فون فايزاكر. وفي هذا الوقت أيضًا، وضع معهد القيصر فيلهلم للفيزياء (كيه دبليو آي بّي، معهد ماكس بلانك للفيزياء بعد الحرب العالمية الثانية) في برلين داليم تحت سلطة مكتب ذخائر الجيش، مع تعيين ديبنر مديرًا إداريًا. وبدأت السيطرة العسكرية على البحوث النووية.
قال هايزنبيرغ عام 1939 إن الفيزيائيين في الاجتماع (الثاني) قالوا إنه من حيث المبدأ يمكن صنع قنابل ذرية ... سيستغرق الأمر سنوات ... ليس قبل خمس سنوات. قال لم أبلغ الفوهرر بذلك إلا بعد أسبوعين وبشكل غير رسمي للغاية لأنني لم أرد أن يهتم الفوهرر لدرجة أن يطلب جهودًا كبيرة على الفور لصنع القنبلة الذرية. شعر شبير أنه من الأفضل إلغاء الأمر برمته واستجاب الفوهرر بالطريقة نفسها أيضًا. قال إنهم عرضوا الأمر بهذه الطريقة للحفاظ على سلامتهم الشخصية إذ إن احتمال النجاح كان صفرًا تقريبًا، ولكن إن لم يطور عدة آلاف الأشخاص شيئًا، فقد يكون لذلك عواقب وخيمة للغاية علينا. لذا قلبنا الموقف للاستفادة من الحرب في الفيزياء لا للاستفادة من الفيزياء في الحرب، سأل إرهارد ميلخ عن المدة التي ستستغرقها أمريكا فقيل له عام 1944 رغم اعتقاد المجموعة بين أنفسنا أن الأمر سيستغرق وقتًا أطول، ثلاث أو أربع سنوات.
عندما اتضح أن مشروع الأسلحة النووية لن يقدم مساهمة حاسمة في إنهاء الحرب على المدى القريب، أُعيدت السيطرة على معهد القيصر فيلهلم للفيزياء في يناير 1942 إلى منظمتها الجامعة، جمعية القيصر فيلهلم (كيه دبليو جي)، أو جمعية ماكس بلانك بعد الحرب العالمية الثانية. انتقلت سيطرة مكتب ذخائر الجيش على المشروع لاحقًا إلى مجلس أبحاث الرايخ في يوليو 1942. بعد ذلك، حافظ مشروع الأسلحة النووية على مكانته في الجهود الحربية (كريغزفيشتيش)، واستمر تمويله من الجيش، ولكن قُسم بعد ذلك إلى مجالات إنتاج اليورانيوم والماء الثقيل، وفصل نظائر اليورانيوم، وآلة اليورانيوم (المفاعل النووي). في الواقع، قسم بين المعاهد، فسيطر المديرون المختلفون على البحث ووضعوا جداول أعمال بحثية خاصة بهم. وفيما يلي الموظفون والمرافق ومجالات البحث المسيطرون:
- فالتر بوته: مدير معهد الفيزياء في معهد القيصر فيلهلم للبحوث الطبية (KWImF)، أو معهد ماكس بلانك للبحوث الطبية) بعد 1948، في هايدلبرغ.
- حساب الثوابت النووية. 6 فيزيائيين
- كلاوس كلوسيوس: مدير معهد الكيمياء الفيزيائية بجامعة لودفيغ ماكسيميليان في ميونخ.
- فصل النظائر وإنتاج الماء الثقيل. 4 كيميائيين فيزيائيين وفيزيائيين تقريبًا
- كرت ديبنر: مدير محطة اختبار مكتب ذخائر الجيش في غوتو ومحطة مجلس أبحاث الرايخ التجريبية في شتاتيلم، تورينغيا؛ وكان أيضًا مستشارًا لمكتب ذخائر الجيش في الفيزياء النووية.
- قياس الثوابت النووية. 6 فيزيائيين تقريبًا
- أوتو هان: مدير معهد القيصر فيلهلم للكيمياء (كيه دبليو آي سي، لاحقًا معهد ماكس بلانك للكيمياء، معهد أوتو هان بعد الحرب العالمية الثانية)، في برلين داليم.
- عناصر ما بعد اليورانيوم ومنتجات الانشطار وفصل النظائر وقياس الثوابت النووية.  6 كيميائيين وفيزيائيين تقريبًا.
- باول هارتيك: مدير قسم الكيمياء الفيزيائية في جامعة هامبورغ.
- إنتاج الماء الثقيل وإنتاج النظائر. 5 كيميائيين فيزيائيين وفيزيائيين وكيميائيين
- فيرنر هايزنبيرغ: مدير قسم الفيزياء النظرية في جامعة لايبتزغ حتى صيف 1942؛ ولاحقًا القائم بأعمال مدير معهد القيصر فيلهلم للفيزياء، في برلين داليم.
- آلة اليورانيوم، وفصل النظائر، وقياس الثوابت النووية. 7 فيزيائيين وكيميائيين فيزيائيين تقريبًا
- هانز كوبفيرمان: مدير المعهد الثاني للفيزياء التجريبية في جامعة جورج أوغست في غوتنغن.
- فصل النظائر. فيزيائيين
- نيكولاس ريل: المدير العلمي لأورغزيلشافت.
- إنتاج اليورانيوم. 3 فيزيائيين وكيميائيين فيزيائيين تقريبًا
- جورج ستيتر: مدير معهد الفيزياء الثاني في جامعة فيينا.

عناصر ما بعد اليورانيوم وقياس الثوابت النووية. 6 فيزيائيين وكيميائيين فيزيائيين تقريبًا